# Shlomo Eliyashiv
Shlomo Elyashiv (Eliashoff) (in ebraico שלמה בן חיים חייקל אלישיב‎?), noto anche il Leshem o Ba'al HaLeshem (Baghdad, 5 gennaio 1841 – 13 marzo 1926) è stato un rabbino e religioso lituano, rinomato cabalista che visse a Šiauliai, in Lituania.

## Biografia
Suo padre fu Rabbi Chayim Chaikl Eliashoff e fu il nonno dell'halakhista Rabbi Yosef Sholom Eliashiv (1910–2012)
L'opera principale per la quale Elyashiv è conosciuto si intitola Leshem Shevo V'Achlama, che fu scritta in quattro parti e pubblicata nell'ordine seguente:
- Drushei Olam HaTohu (Sefer HaDei'ah) - Elyashiv spiega, basandosi sullo Zohar, sull'Arizal e sul Gaon di Vilna, cosa accadde dal primo momento dell'emanazione divina di luce che possiamo studiare, fino alla Creazione fisica.
- Hakdamot u'She'arim (HaKadosh) - introduzione al sistema di Elyashiv, fondato sull'idea di cinque rivelazioni maggiori che avvengono tra il Divino e l'umanità; contiene inoltre una discussione del sistema sarugiano e lurianico, particolarmente sul concetto di "malbush"
- Sha'arei Leshem Shevo V'Achlama, Sefer HaBeiurim
- Sha'arei Leshem Shevo V'Achlama, Sefer HaKlallim